# Чудернацька наука
«Чудернацька наука» (англ. Weird Science) — американський науково-фантастичний комедійний фільм 1985 року, сценаристом і режисером якого став Джон Г'юз, а в головних ролях знялися актори: Ентоні Майкл Голл, Ілан Мітчелл-Сміт і Келлі Леброк. Фільм заснований на коміксі Ела Фелдштейна «Made of the Future» 1951 року, який опублікований в однойменному журналі («Вірд сайнс»). Заголовну пісню написав і виконав американський гурт нової хвилі «Oingo Boingo».

## Сюжет
Заучки-аутсайдери Гері Воллес і Ваятт Доннеллі із вигаданої середньої школи Шермера (у якій також відбувалися події попереднього фільму Джона Г'юза «Клуб „Сніданок“») зазнають приниження від старшокласників Ієна та Макса, які стягнули з хлопців штани перед чирлідерками Деб і Гіллі та іншими однокласницями. Розчарований своїм життям і бажаючи більшого, Гері переконує завзятого Ваятта, що їм потрібно здобути популярність, аби позбавитися Ієна й Макса. Переглядаючи класичний фільм «Франкенштейн» 1931 року, Гері вирішує створити ідеальну жінку за допомогою комп'ютера Ваятта…

## Акторський склад
- Ентоні Майкл Голл — Гері Воллес
- Ілан Мітчелл-Сміт — Ваятт Доннеллі
- Келлі Леброк — Ліза
- Білл Пекстон — Чет Доннеллі
- Роберт Дауні (молодший) — Ієн
- Роберт Раслер — Макс
- Сюзанна Снайдер — Деб
- Джуді Аронсон — Гіллі
- Вернон Веллс — Лорд-генерал
- Дженніфер Балгобін — байкерка
- Джефф Дженсен — Металеве Обличчя
- Брітт Ліч — Ел Воллес, батько Гері
- Барбара Ленг — Люсі Воллес, мати Гері
- Айвор Баррі — Генрі Доннеллі, дідусь Ваятта і Чета
- Енн Койл — Кармен Доннеллі, бабуся Ваятта і Чета
- Даг МакГ'ю — містер Доннеллі, батько Ваятта і Чета
- Памела Гордон — місис Доннеллі, мати Ваятта і Чета
- Майкл Берріман — Байкер-мутант
- Джон Капелос — Діно
- Д'Мітч Девіс — бармен
- Фетс (Чіно Вільямс) — відвідувач бару
- Стів Джеймс — хлопець за столом (немає в титрах)
- Джилл Вітлоу — Сьюзен, продавчиня парфумів
- Вейлі Ворд (Воллес Ленгем) — Арт
- Рене Пропс — учасник групи «The Weenies»
- Кім Малін — дівчина за піаніно

## Виробництво
Спочатку на роль Лізи буда обрана модель Келлі Емберг, але вона пішла через два дні зйомок «через творчі розбіжності». Їй на заміну була запрошена Келлі Леброк. Вернон Веллс знову зіграв свого персонажа байкера Веза з «Шаленого Макса 2», який у цьому фільми отримав ім'я Лорда-генерала.
Спочатку зйомки планувалося розпочати 24 вересня 1984 року в передмісті Чикаго, селищі Скокі (штат Іллінойс). Зрештою проєкт було перенесено на 2 жовтня 1984 року в торговий центр Northbrook Court. Більшу частину натурних зйомок виконали в околицях за межами Чикаго, тоді як решта фільму знімалася на звукових сценах і в студії Universal City Studios у Лос-Анджелесі, Каліфорнія. Виробництво було завершено 21 грудня 1984 року. Виробництво було закритим, щоб зберегти сюжет фільму в таємниці.
| Прем'єра в світі:           | 1 серпня 1985   |
| Прем'єра в світі:           | 25 жовтня 1985  |
| Прем'єра у США:             | 2 серпня 1985   |
| Прем'єра в світі (цифрова): | 8 липня 2013    |
| Прем'єра на DVD:            | 22 серпня 2006  |
| Прем'єра на Blu-Ray:        | 22 вересня 2005 |

### Саундтрек
Головна пісня фільму «Weird Science» написана Денні Ельфманом, фронтменом американського гурту нової хвилі «Oingo Boingo», і виконана цим гуртом. Альбом із саундтреками випустила компанія MCA Records.

## Сприйняття
Критики загалом задовільно сприйняли фільм, відмітивши чудову гру Келлі Леброк, проте розкритикували перенасиченість «Чудернацької науки» спецефектами та обмеження аудиторії картини 14-16-річними хлопцями, яких вона може зацікавити.
На агрегаторі рецензій Rotten Tomatoes рейтинг схвалення фільму становить 59 % на основі 39 рецензій і середній рейтинг 5,7/10. Консенсус стверджує: «Навряд чи [перебуваючи] в тій самій лізі, що й інші підліткові фільми Джона Г'юза, рішуче безглузда „Чудернацька наука“, проте, викликає сміх завдяки своїй смішній передумові та приємній виставі».
Фільм вважається культовою класикою.

### Касові збори
Фільм зібрав 23 834 048 доларів у Північній Америці та 15,1 мільйона доларів на інших територіях, що склало 38 934 048 доларів у всьому світі.

## Послідовники

### Телесеріал
Телевізійний серіал, заснований на фільмі «Чудернацька наука», складався з 88 епізодів, прем'єра яких відбулася на телеканалі USA Network 5 березня 1994 — 11 квітня 1997 року. Сюжет серіал відповідав сюжету фільму, в головних ролях знялися: Ванесса Енджел — Ліза, Майкл Манассері — Ваятт, Джон Меллорі Ешер — Гері та Лі Тергесен — Чет.

### Ремейк і сиквел
Компанія Universal Studios планувала ремейк «Чудернацької науки» з поверненням продюсера оригінального фільму Джоела Сільвера та сценаристом Майклом Беколлом. Станом на 2013 року існувала ідея зняти новий фільм із гострішим, як у популярних на той час фільмах «Мачо і ботан» або «Похмілля у Вегасі», що мали рейтинг R. Проте, станом на середину 2019 року нічого з ремейку не реалізувалося.
У 2017 році Ілан Мітчелл-Сміт говорив про продовження «Чудернацької науки» з Ченнінгом Тейтумом у головній ролі.